# Phalangium savignyi
Phalangium savignyi is een hooiwagen uit de familie echte hooiwagens (Phalangiidae).